# Tandubas
Tandubas (Bayan ng Tandubas) är en kommun i Filippinerna. Kommunen ligger på ön Suluöarna, och tillhör provinsen Tawi-Tawi. Folkmängden uppgår till 24 900 invånare.

## Barangayer
Tandubas är indelat i 20 barangayer.
| - Baliungan - Kakoong - Kepeng - Lahay-lahay - Naungan - Sallangan - Sapa - Silantup - Tapian - Tongbangkaw | - Tangngah (Tangngah Ungus Mata) - Ballak - Butun - Himbah - Kalang-kalang - Salamat - Sibakloon - Tandubato - Tapian Sukah - Taruk |